# DN24A
DN24A este un drum național din România, aflat în județul Vaslui și care leagă orașele Bârlad și Huși de Murgeni și de localitățile din apropierea Prutului.